# Nightfall of Diamonds
Albums de Grateful Dead
View from the Vault, Volume Two
(2001) Dick's Picks Volume 23
(2001)
Nightfall of Diamonds est un album live du Grateful Dead sorti en 2001.
Ce double album retrace le concert donné le 16 octobre 1989 à la Meadowlands Arena d'East Rutherford, dans le New Jersey.

## Titres

### CD 1
1. Picasso Moon (John Perry Barlow, Bob Bralove, Bob Weir) – 7:10 >
2. Mississippi Half-Step Uptown Toodleloo (Robert Hunter, Jerry Garcia) – 6:40 >
3. Feel Like a Stranger (Barlow, Weir) – 7:38
4. Never Trust a Woman (Brent Mydland) – 7:15
5. Built to Last (Hunter, Garcia) – 5:20
6. Stuck Inside of Mobile with the Memphis Blues Again (Bob Dylan) – 9:20
7. Let It Grow (Barlow, Weir) – 11:59 >
8. Deal (Hunter, Garcia) – 8:39

### CD 2
1. Dark Star (Hunter, Garcia, Mickey Hart, Bill Kreutzmann, Phil Lesh, Ron McKernan, Weir) – 11:55 >
2. Playing in the Band (Hunter, Hart, Weir) – 8:02 >
3. Uncle John's Band (Hunter, Garcia) – 9:36 >
4. Jam (Grateful Dead) – 9:15 >
5. Drums (Hart, Kreutzman) – 6:05 >
6. Space (Garcia, Lesh, Weir) – 6:01 >
7. I Will Take You Home (Mydland) – 4:27
8. I Need a Miracle (Barlow, Weir) – 4:02 >
9. Dark Star (Hunter, Garcia, Hart, Kreutzman, Lesh, McKernan, Weir) – 5:20 >
10. Attics of My Life (Hunter, Garcia) – 4:45 >
11. Playing in the Band (Hunter, Hart, Weir) – 4:00
12. And We Bid You Goodnight (trad. arr. Grateful Dead) – 3:10

## Musiciens
- Jerry Garcia : guitare, chant
- Mickey Hart : batterie
- Phil Lesh : guitare basse, chant
- Brent Mydland : claviers, chant
- Bill Kreutzmann : batterie
- Bob Weir - guitare, chant